# Daniel Garnero
Daniel Óscar Garnero (ur. 1 kwietnia 1969 w Lomas de Zamora) – argentyński piłkarz występujący na pozycji ofensywnego pomocnika, reprezentant Argentyny, trener piłkarski, od 2025 roku prowadzi chilijski Universidad Católica.